# Dani Koenig
Dani Koenig (* 12. März 1965) ist ein Schweizer DJ und Musikproduzent im Bereich House.

## Leben und Karriere
Seit 1980 bis heute ist er als DJ an vielen Veranstaltungen und Clubs aktiv. Die Schwerpunkte seiner DJ-Sets bewegen sich in den Substilen Minimal House, Deep House, Tech House. Als Produzent und Remixer arbeitete er bis heute unter anderem für Moby, Tom Novy, Sonique.
Dani Koenig lebt mit seinem Sohn Romeo in Zürich.

## Diskografie (Auszug)

### Album Releases & DJ-Mixes
- 1996: Königreich
- 1997: Königreich 2
- 1998: Kaufleuten – DJ Traxx Vol. 4
- 1999: Disco 3000 –  The Kosmonauts Vol. 1
- 2000: 20/20
- 2000: Kaufleuten – Presents Kosmonauts
- 2001: Partysan CH – Ready for the Boat
- 2001: What’s my Name
- 2002: Arena 225
- 2005: Fahrenheit 40/25

### Singles
- 1995: I said enough
- 1998: Disco 3000
- 1999: Break for Love
- 1999: Disco 3000 EP
- 2000: Premier Pas EP
- 2001: Stairs
- 2001: Eric Borgo vs. Dani Koenig EP
- 2001: Tools EP
- 2001: What’s my Name
- 2002: Rock the Beat
- 2005: DJ Tools Vol. 5
- 2005: Tribal Acid
- 2006: Hard Southamericans
- 2007: Maher Amad EP

### Remixes
- 1996: CZR – Chicago Southside
- 1998: Phil Fuldner – The Final
- 1999: Moby – Bodyrock
- 1999: Moby – Run on
- 2000: EDX & Leon Klein – Gonna Catch You
- 2001: Tom Novy – Now or Never
- 2005: Tom Novy – Take It
- 2006: Sonique – Sleezy
- 2006: Alex Metric – Holding